# Bellecour
Bellecour è una stazione della metropolitana di Lione, interscambio tra le linee A e D.
È situata nel II arrondissement di Lione, sotto place Bellecour, nella zona della Presqu'île.

## Storia
La stazione fu aperta al traffico il 2 maggio 1978, quando fu attivata la linea A tra le stazioni di Perrache e Laurent Bonnevay - Astroballe. La stazione della linea D è stata inaugurata il 9 settembre 1991, quando fu inaugurato il primo tratto tra Gorge de Loup e Grange Blanche, ed è situata sotto la stazione della linea A; le due sono collegate da un mezzanino.